# Alphabetische Liste der Asteroiden/1982 bis 1989
Um die Liste der Asteroiden ohne Eigennamen nicht zu überfluten, sind nur die Asteroiden bis Nummer 20000 komplett. Asteroiden mit höherer oder ohne Nummer sollten nur eingetragen werden, wenn sie einen Artikel haben oder eine Besonderheit darstellen.
Die Sortierung erfolgt nach der Bezeichnung hinter der Asteroidennummer.

## 1982
| Nummer und Name  | Orbittyp    |
| ---------------- | ----------- |
| 0(9730) 1982 FA  | Hauptgürtel |
| 0(7050) 1982 FE3 | Hauptgürtel |
| 0(5501) 1982 FF2 | Hauptgürtel |
| 0(5713) 1982 FF3 | Hauptgürtel |
| (14817) 1982 FJ3 | Hauptgürtel |
| 0(7557) 1982 FK3 | Hauptgürtel |
| (15222) 1982 FL1 | Hauptgürtel |
| 0(6367) 1982 FY2 | Hauptgürtel |
| 0(9731) 1982 JD1 | Hauptgürtel |
| (12217) 1982 JD2 | Hauptgürtel |
| (15690) 1982 JD3 | Hauptgürtel |

| Nummer und Name  | Orbittyp        |
| ---------------- | --------------- |
| (10710) 1982 JE1 | Hauptgürtel     |
| (16397) 1982 JS2 | Hauptgürtel     |
| 0(6507) 1982 QD  | Hauptgürtel     |
| (11474) 1982 SM2 | Hauptgürtel     |
| 0(9292) 1982 UE2 | Marsbahnkreuzer |
| (14818) 1982 UF7 | Hauptgürtel     |
| 0(9538) 1982 UM2 | Hauptgürtel     |
| (17398) 1982 UR2 | Hauptgürtel     |
| (19952) 1982 UV6 | Hauptgürtel     |
| (11825) 1982 UW1 | Hauptgürtel     |
| (19951) 1982 UW2 | Hauptgürtel     |

## 1983
| Nummer und Name  | Orbittyp    |
| ---------------- | ----------- |
| (11018) 1983 CZ2 | Hauptgürtel |
| 0(6286) 1983 EU  | Hauptgürtel |
| 0(9294) 1983 EV  | Hauptgürtel |
| (10714) 1983 QG  | Hauptgürtel |
| 0(9296) 1983 RB2 | Hauptgürtel |

| Nummer und Name  | Orbittyp    |
| ---------------- | ----------- |
| 0(9157) 1983 RB4 | Hauptgürtel |
| (12683) 1983 RP3 | Hauptgürtel |
| (14340) 1983 RQ3 | Hauptgürtel |
| (14341) 1983 RV3 | Hauptgürtel |
| (18323) 1983 RZ2 | Hauptgürtel |
| 0(6369) 1983 UC  | Hauptgürtel |
| 0(8259) 1983 UG  | Hauptgürtel |

## 1984
| Nummer und Name      | Orbittyp            |
| -------------------- | ------------------- |
| (13007) 1984 AU      | Hauptgürtel         |
| (10037) 1984 BQ      | Hauptgürtel         |
| (13490) 1984 BZ6     | Hauptgürtel         |
| 0(8334) 1984 CF      | Hauptgürtel         |
| 0(7458) 1984 DE1     | äußerer Hauptgürtel |
| 0(7637) 1984 DN      | Hauptgürtel         |
| (12684) 1984 DQ      | Hauptgürtel         |
| (11828) 1984 DZ      | Hauptgürtel         |
| (11829) 1984 EU1     | Hauptgürtel         |
| (18324) 1984 HA2     | Hauptgürtel         |
| 0(5022) Roccapalumba | Hauptgürtel         |
| 0(5802) 1984 HL1     | Hauptgürtel         |
| (10040) 1984 QM      | Hauptgürtel         |
| (15692) 1984 RA      | innerer Hauptgürtel |
| (18325) 1984 SB2     | Hauptgürtel         |
| 0(9546) 1984 SD6     | Hauptgürtel         |
| (13008) 1984 SE6     | Hauptgürtel         |

| Nummer und Name  | Orbittyp            |
| ---------------- | ------------------- |
| 0(8337) 1984 SF6 | Hauptgürtel         |
| 0(7227) 1984 SH6 | Hauptgürtel         |
| (14343) 1984 SM5 | Hauptgürtel         |
| (15223) 1984 SN4 | Hauptgürtel         |
| (15693) 1984 SN6 | Hauptgürtel         |
| (13919) 1984 SO4 | Hauptgürtel         |
| 0(5721) 1984 SO5 | Hauptgürtel         |
| 0(6033) 1984 SQ4 | Hauptgürtel         |
| (14822) 1984 SR5 | äußerer Hauptgürtel |
| (16400) 1984 SS1 | Hauptgürtel         |
| 0(8473) 1984 SS5 | Hauptgürtel         |
| (14823) 1984 ST5 | Hauptgürtel         |
| (16401) 1984 SV5 | Hauptgürtel         |
| 0(5462) 1984 SX5 | Hauptgürtel         |
| (11477) 1984 SY1 | Hauptgürtel         |
| (10485) 1984 SY5 | äußerer Hauptgürtel |
| 0(9835) 1984 UD  | Hauptgürtel         |
| (13491) 1984 UJ1 | Hauptgürtel         |
| (16403) 1984 WJ1 | Hauptgürtel         |

## 1985
| Nummer und Name  | Orbittyp            |
| ---------------- | ------------------- |
| 0(9547) 1985 AE  | Hauptgürtel         |
| 0(6290) 1985 CA2 | Hauptgürtel         |
| 0(5669) 1985 CC2 | Hauptgürtel         |
| (11478) 1985 CD  | Hauptgürtel         |
| 0(5503) 1985 CE2 | Hauptgürtel         |
| (14824) 1985 CF2 | Hauptgürtel         |
| (16404) 1985 CM1 | Hauptgürtel         |
| 0(7997) 1985 CN1 | Hauptgürtel         |
| (14344) 1985 CP2 | Hauptgürtel         |
| 0(5764) 1985 CS1 | Hauptgürtel         |
| (10486) 1985 CS2 | Hauptgürtel         |
| (18326) 1985 CV1 | äußerer Hauptgürtel |
| (18327) 1985 CX1 | Hauptgürtel         |
| 0(6951) 1985 DW1 | Hauptgürtel         |
| 0(5898) 1985 KE  | Hauptgürtel         |
| (17400) 1985 PL1 | Hauptgürtel         |
| 0(7111) 1985 QA1 | Hauptgürtel         |
| (19957) 1985 QG4 | Hauptgürtel         |
| (19956) 1985 QW1 | Hauptgürtel         |
| (11835) 1985 RA4 | Hauptgürtel         |
| 0(9301) 1985 RB4 | Hauptgürtel         |
| 0(6588) 1985 RC4 | Hauptgürtel         |
| (13495) 1985 RD3 | Hauptgürtel         |

| Nummer und Name  | Orbittyp            |
| ---------------- | ------------------- |
| (13496) 1985 RF3 | Hauptgürtel         |
| (15225) 1985 RJ4 | Hauptgürtel         |
| 0(5949) 1985 RL3 | Hauptgürtel         |
| (14347) 1985 RL4 | Hauptgürtel         |
| (19958) 1985 RN4 | Marsbahnkreuzer     |
| 0(7395) 1985 RP1 | Hauptgürtel         |
| (17401) 1985 RP3 | Hauptgürtel         |
| (11834) 1985 RQ3 | Hauptgürtel         |
| (15694) 1985 RR3 | Hauptgürtel         |
| (10488) 1985 RS1 | Hauptgürtel         |
| (13494) 1985 RT  | Hauptgürtel         |
| 0(7513) 1985 RU2 | Hauptgürtel         |
| 0(9302) 1985 TB3 | Hauptgürtel         |
| 0(6265) 1985 TW3 | Hauptgürtel         |
| (12228) 1985 TZ3 | Hauptgürtel         |
| (19959) 1985 UJ3 | Hauptgürtel         |
| (10291) 1985 UT  | Hauptgürtel         |
| (18328) 1985 UU  | Hauptgürtel         |
| 0(9552) 1985 UY  | äußerer Hauptgürtel |
| (14350) 1985 VA1 | Hauptgürtel         |
| (12685) 1985 VE  | Hauptgürtel         |
| (10490) 1985 VL  | Hauptgürtel         |

## 1986
| Nummer und Name  | Orbittyp    |
| ---------------- | ----------- |
| (16408) 1986 AB  | Hauptgürtel |
| 0(9734) 1986 CB2 | Hauptgürtel |
| 0(6693) 1986 CC2 | Hauptgürtel |
| 0(7814) 1986 CF2 | Hauptgürtel |
| (19960) 1986 CN1 | Hauptgürtel |
| 0(9935) 1986 CP1 | Hauptgürtel |
| 0(8637) 1986 CS1 | Hauptgürtel |
| (16409) 1986 CZ1 | Hauptgürtel |
| 0(6178) 1986 DA  | Amor-Typ    |
| 0(7514) 1986 ED  | Hauptgürtel |
| (11479) 1986 EP5 | Hauptgürtel |
| (11837) 1986 GD  | Hauptgürtel |
| 0(7743) 1986 JA  | Hauptgürtel |
| 0(9735) 1986 JD  | Hauptgürtel |
| (13924) 1986 PE1 | Hauptgürtel |
| 0(6694) 1986 PF  | Hauptgürtel |
| (11838) 1986 PJ1 | Hauptgürtel |
| (10292) 1986 PM  | Hauptgürtel |
| 0(7744) 1986 QA1 | Hauptgürtel |
| 0(8264) 1986 QA3 | Hauptgürtel |
| 0(9558) 1986 QB3 | Hauptgürtel |
| (11024) 1986 QC1 | Hauptgürtel |
| 0(7168) 1986 QE2 | Hauptgürtel |
| (12233) 1986 QF3 | Hauptgürtel |
| (15696) 1986 QG1 | Hauptgürtel |
| (10493) 1986 QH2 | Hauptgürtel |
| 0(9303) 1986 QH3 | Hauptgürtel |
| (11025) 1986 QJ1 | Hauptgürtel |
| 0(9557) 1986 QL2 | Hauptgürtel |
| 0(8342) 1986 QN3 | Hauptgürtel |
| (12230) 1986 QN  | Hauptgürtel |
| (15697) 1986 QO1 | Hauptgürtel |
| (15698) 1986 QO2 | Hauptgürtel |
| 0(9736) 1986 QP2 | Hauptgürtel |
| (19961) 1986 QP3 | Hauptgürtel |
| (12231) 1986 QQ1 | Hauptgürtel |
| 0(6292) 1986 QQ2 | Hauptgürtel |
| 0(8341) 1986 QQ  | Hauptgürtel |
| (11840) 1986 QR2 | Hauptgürtel |
| (13925) 1986 QS3 | Hauptgürtel |
| 0(7397) 1986 QS  | Hauptgürtel |
| (14828) 1986 QT1 | Hauptgürtel |
| 0(8476) 1986 QT2 | Hauptgürtel |

| Nummer und Name  | Orbittyp         |
| ---------------- | ---------------- |
| 0(8263) 1986 QT  | Hauptgürtel      |
| (16410) 1986 QU2 | Hauptgürtel      |
| 0(7234) 1986 QV3 | Hauptgürtel      |
| (11839) 1986 QX1 | Hauptgürtel      |
| (16411) 1986 QY2 | Hauptgürtel      |
| 0(8638) 1986 QY  | Hauptgürtel      |
| (10492) 1986 QZ1 | Hauptgürtel      |
| (12232) 1986 QZ2 | Hauptgürtel      |
| (11023) 1986 QZ  | Hauptgürtel      |
| 0(9304) 1986 RA5 | Hauptgürtel      |
| 0(8265) 1986 RB5 | Hauptgürtel      |
| 0(7926) 1986 RD5 | Hauptgürtel      |
| (10495) 1986 RD  | Hauptgürtel      |
| (11026) 1986 RE1 | Hauptgürtel      |
| (10496) 1986 RK  | Hauptgürtel      |
| (10497) 1986 RQ  | Hauptgürtel      |
| 0(7080) 1986 RS1 | Hauptgürtel      |
| (19962) 1986 RV5 | Hauptgürtel      |
| (18329) 1986 RY4 | Hauptgürtel      |
| (19124) 1986 TH3 | Hauptgürtel      |
| (19123) 1986 TP1 | Hauptgürtel      |
| 0(6633) 1986 TR4 | Hauptgürtel      |
| 0(6545) 1986 TR6 | Jupiter-Trojaner |
| (19963) 1986 TR  | Hauptgürtel      |
| 0(8267) 1986 TX3 | Hauptgürtel      |
| (17404) 1986 TZ3 | Hauptgürtel      |
| 0(5843) 1986 UG  | Hauptgürtel      |
| 0(9160) 1986 UH3 | Hauptgürtel      |
| (15226) 1986 UP  | Hauptgürtel      |
| 0(5844) 1986 UQ  | Hauptgürtel      |
| 0(6593) 1986 UV  | Hauptgürtel      |
| (15227) 1986 VA  | Hauptgürtel      |
| (17405) 1986 VQ2 | Hauptgürtel      |
| (11841) 1986 VW  | Hauptgürtel      |
| 0(8152) 1986 VY  | Hauptgürtel      |
| 0(5901) 1986 WB1 | Hauptgürtel      |
| 0(5724) 1986 WE  | Hauptgürtel      |
| 0(8153) 1986 WO1 | Hauptgürtel      |
| 0(7927) 1986 WV1 | Hauptgürtel      |
| (16412) 1986 WZ  | Hauptgürtel      |
| 0(8002) 1986 XF5 | Hauptgürtel      |
| (14830) 1986 XR5 | Hauptgürtel      |

## 1987
| Nummer und Name  | Orbittyp            |
| ---------------- | ------------------- |
| 0(8641) 1987 BM1 | Hauptgürtel         |
| (18330) 1987 BW1 | Hauptgürtel         |
| (19964) 1987 BX1 | Hauptgürtel         |
| (19125) 1987 CH  | Hauptgürtel         |
| 0(7745) 1987 DB6 | Hauptgürtel         |
| (12236) 1987 DD6 | Hauptgürtel         |
| 0(9738) 1987 DF6 | Hauptgürtel         |
| 0(6895) 1987 DG6 | Hauptgürtel         |
| 0(9559) 1987 DH6 | Hauptgürtel         |
| (14352) 1987 DK6 | Hauptgürtel         |
| (11843) 1987 DM6 | Hauptgürtel         |
| (14353) 1987 DN6 | Hauptgürtel         |
| 0(8478) 1987 DO6 | Hauptgürtel         |
| (17406) 1987 DO  | Hauptgürtel         |
| 0(8821) 1987 DP6 | Hauptgürtel         |
| (18331) 1987 DQ6 | Hauptgürtel         |
| 0(8346) 1987 DW6 | Hauptgürtel         |
| 0(8479) 1987 HD2 | Hauptgürtel         |
| 0(6034) 1987 JA  | Hauptgürtel         |
| 0(6634) 1987 KB  | Hauptgürtel         |
| (18332) 1987 ON  | Hauptgürtel         |
| (18333) 1987 OV  | Hauptgürtel         |
| 0(7236) 1987 PA  | Amor-Typ            |
| (15700) 1987 QD  | Marsbahnkreuzer     |
| (16415) 1987 QE7 | Hauptgürtel         |
| (15229) 1987 QZ6 | Hauptgürtel         |
| 0(5428) 1987 RA1 | Hauptgürtel         |
| 0(9163) 1987 RB1 | Hauptgürtel         |
| 0(7746) 1987 RC1 | Hauptgürtel         |
| 0(8480) 1987 RD1 | Hauptgürtel         |
| 0(6896) 1987 RE1 | Hauptgürtel         |
| (15701) 1987 RG1 | Hauptgürtel         |
| (19965) 1987 RO1 | äußerer Hauptgürtel |
| 0(8004) 1987 RX  | Hauptgürtel         |
| 0(5770) 1987 RY  | äußerer Hauptgürtel |
| (11845) 1987 RZ  | Hauptgürtel         |
| 0(9166) 1987 SC6 | Hauptgürtel         |

| Nummer und Name   | Orbittyp        |
| ----------------- | --------------- |
| (15232) 1987 SD13 | Hauptgürtel     |
| (15704) 1987 SE7  | Hauptgürtel     |
| 0(6378) 1987 SE13 | Hauptgürtel     |
| (16417) 1987 SF5  | Hauptgürtel     |
| (14356) 1987 SF6  | Hauptgürtel     |
| 0(7929) 1987 SK12 | Hauptgürtel     |
| (19966) 1987 SL3  | Hauptgürtel     |
| (14355) 1987 SL5  | Hauptgürtel     |
| (16416) 1987 SM3  | Hauptgürtel     |
| (19967) 1987 SN12 | Hauptgürtel     |
| (13012) 1987 SO5  | Hauptgürtel     |
| (13013) 1987 SP12 | Hauptgürtel     |
| 0(9740) 1987 ST11 | Hauptgürtel     |
| 0(9310) 1987 SV12 | Hauptgürtel     |
| 0(7748) 1987 TA   | Hauptgürtel     |
| 0(6854) 1987 UG   | Hauptgürtel     |
| (16420) 1987 UN1  | Hauptgürtel     |
| 0(7870) 1987 UP2  | Marsbahnkreuzer |
| (14357) 1987 UR   | Hauptgürtel     |
| 0(9311) 1987 UV1  | Hauptgürtel     |
| 0(6513) 1987 UW1  | Hauptgürtel     |
| (11028) 1987 UW   | Hauptgürtel     |
| 0(7930) 1987 VD   | Hauptgürtel     |
| 0(9312) 1987 VE2  | Hauptgürtel     |
| 0(5371) 1987 VG1  | Hauptgürtel     |
| (13501) 1987 VR   | Hauptgürtel     |
| 0(6476) 1987 VT   | Hauptgürtel     |
| (13502) 1987 WD   | Hauptgürtel     |
| 0(8823) 1987 WS3  | Hauptgürtel     |
| (15233) 1987 WU4  | Hauptgürtel     |
| (13015) 1987 XC   | Hauptgürtel     |
| 0(7402) 1987 YH   | Hauptgürtel     |
| (19128) 1987 YR1  | Hauptgürtel     |

## 1988
| Nummer und Name   | Orbittyp            |
| ----------------- | ------------------- |
| (10294) 1988 AA2  | Hauptgürtel         |
| 0(7404) 1988 AA5  | Hauptgürtel         |
| 0(6477) 1988 AE5  | Hauptgürtel         |
| 0(5467) 1988 AG   | Hauptgürtel         |
| (15705) 1988 AH5  | Hauptgürtel         |
| 0(5556) 1988 AL   | Hauptgürtel         |
| 0(9568) 1988 AX4  | Hauptgürtel         |
| (17409) 1988 BA4  | Hauptgürtel         |
| 0(5727) 1988 BB4  | Hauptgürtel         |
| (11483) 1988 BC4  | Hauptgürtel         |
| 0(7563) 1988 BC   | Hauptgürtel         |
| 0(6772) 1988 BG4  | Hauptgürtel         |
| 0(5728) 1988 BJ4  | Hauptgürtel         |
| (15234) 1988 BJ5  | Hauptgürtel         |
| 0(5469) 1988 BK4  | Hauptgürtel         |
| (10732) 1988 BM3  | Hauptgürtel         |
| (10505) 1988 BN4  | Hauptgürtel         |
| 0(6548) 1988 BO4  | Hauptgürtel         |
| 0(6702) 1988 BP3  | Hauptgürtel         |
| (16422) 1988 BT3  | Hauptgürtel         |
| (11482) 1988 BW   | Hauptgürtel         |
| (14358) 1988 BY3  | Hauptgürtel         |
| 0(5429) 1988 BZ1  | Hauptgürtel         |
| (16423) 1988 BZ3  | Hauptgürtel         |
| (16424) 1988 CD2  | Hauptgürtel         |
| (15706) 1988 CE2  | Hauptgürtel         |
| 0(6703) 1988 CH   | Hauptgürtel         |
| 0(6704) 1988 CJ   | Hauptgürtel         |
| (14359) 1988 CU1  | Hauptgürtel         |
| (16425) 1988 CY2  | Hauptgürtel         |
| (19131) 1988 CY3  | Hauptgürtel         |
| (15235) 1988 DA5  | Hauptgürtel         |
| (13016) 1988 DB5  | Hauptgürtel         |
| (17411) 1988 DF3  | Hauptgürtel         |
| 0(8349) 1988 DH1  | Hauptgürtel         |
| 0(9314) 1988 DJ1  | Hauptgürtel         |
| (11270) 1988 EA2  | Hauptgürtel         |
| (16427) 1988 EB2  | Hauptgürtel         |
| (16426) 1988 EC   | innerer Hauptgürtel |
| 0(6823) 1988 ED1  | Hauptgürtel         |
| 0(6037) 1988 EG   | Apollo-Typ          |
| 0(6382) 1988 EL   | innerer Hauptgürtel |
| 0(5810) 1988 EN   | Hauptgürtel         |
| (10507) 1988 ER1  | Hauptgürtel         |
| (11850) 1988 EY1  | Hauptgürtel         |
| 0(7405) 1988 FF   | Hauptgürtel         |
| (11029) 1988 GZ   | Hauptgürtel         |
| 0(6957) 1988 HA   | Hauptgürtel         |
| (11271) 1988 KB   | Hauptgürtel         |
| (18336) 1988 LG   | Hauptgürtel         |
| 0(8481) 1988 LH   | Hauptgürtel         |
| 0(8825) 1988 MF   | innerer Hauptgürtel |
| (14362) 1988 MH   | Hauptgürtel         |
| (13019) 1988 NW   | Hauptgürtel         |
| (19133) 1988 PC2  | Hauptgürtel         |
| (11851) 1988 PD1  | Hauptgürtel         |
| (11030) 1988 PK   | Hauptgürtel         |
| (13929) 1988 PL   | Hauptgürtel         |
| (13020) 1988 PW2  | Hauptgürtel         |
| (14363) 1988 RB2  | Hauptgürtel         |
| (18337) 1988 RB11 | Hauptgürtel         |
| (15708) 1988 RB12 | Hauptgürtel         |
| (11031) 1988 RC5  | Hauptgürtel         |
| 0(8828) 1988 RC7  | Hauptgürtel         |
| (12243) 1988 RD1  | Hauptgürtel         |
| (19972) 1988 RD6  | Hauptgürtel         |
| (16428) 1988 RD12 | Jupiter-Trojaner    |
| (11032) 1988 RE5  | Hauptgürtel         |
| (11486) 1988 RE6  | Hauptgürtel         |
| 0(5867) 1988 RE   | Marsbahnkreuzer     |
| 0(5510) 1988 RF7  | Marsbahnkreuzer     |
| (13931) 1988 RF13 | Hauptgürtel         |
| 0(9318) 1988 RG9  | Hauptgürtel         |
| (11487) 1988 RG10 | Jupiter-Trojaner    |
| (13503) 1988 RH6  | Hauptgürtel         |
| (14839) 1988 RH8  | Hauptgürtel         |
| 0(6443) 1988 RH12 | Jupiter-Trojaner    |
| (17419) 1988 RH13 | Jupiter-Trojaner    |
| (15236) 1988 RJ4  | Hauptgürtel         |
| (12246) 1988 RJ8  | Hauptgürtel         |
| (14838) 1988 RK6  | Hauptgürtel         |
| (11857) 1988 RK9  | Hauptgürtel         |
| (11272) 1988 RK   | Hauptgürtel         |
| (15237) 1988 RL6  | Hauptgürtel         |
| (13022) 1988 RL9  | Hauptgürtel         |
| (17420) 1988 RL13 | Jupiter-Trojaner    |
| (14364) 1988 RM2  | Hauptgürtel         |
| (12245) 1988 RM7  | Hauptgürtel         |
| (11856) 1988 RM8  | Hauptgürtel         |
| (11488) 1988 RM11 | Jupiter-Trojaner    |
| (14837) 1988 RN2  | Hauptgürtel         |
| (15707) 1988 RN4  | Hauptgürtel         |
| (17414) 1988 RN10 | Jupiter-Trojaner    |
| (11273) 1988 RN11 | Jupiter-Trojaner    |
| (12689) 1988 RO2  | Hauptgürtel         |
| 0(9317) 1988 RO4  | Hauptgürtel         |

| Nummer und Name   | Orbittyp            |
| ----------------- | ------------------- |
| (17415) 1988 RO10 | Jupiter-Trojaner    |
| 0(6002) 1988 RO   | Jupiter-Trojaner    |
| 0(9840) 1988 RQ2  | Hauptgürtel         |
| 0(9570) 1988 RQ5  | Hauptgürtel         |
| (13930) 1988 RQ8  | Hauptgürtel         |
| 0(9571) 1988 RR5  | Hauptgürtel         |
| (17416) 1988 RR10 | Jupiter-Trojaner    |
| (14840) 1988 RR11 | Hauptgürtel         |
| 0(5472) 1988 RR   | Hauptgürtel         |
| 0(9572) 1988 RS6  | Marsbahnkreuzer     |
| (17413) 1988 RT4  | Hauptgürtel         |
| (17418) 1988 RT12 | Jupiter-Trojaner    |
| 0(8007) 1988 RU6  | Hauptgürtel         |
| (10062) 1988 RV4  | Hauptgürtel         |
| (13504) 1988 RV12 | äußerer Hauptgürtel |
| 0(7281) 1988 RX4  | Hauptgürtel         |
| (13021) 1988 RY5  | Hauptgürtel         |
| (17417) 1988 RY10 | Jupiter-Trojaner    |
| (19971) 1988 RZ5  | Hauptgürtel         |
| (19973) 1988 RZ10 | Hauptgürtel         |
| (16429) 1988 SB2  | Hauptgürtel         |
| (17422) 1988 SE2  | Hauptgürtel         |
| (17423) 1988 SK2  | Jupiter-Trojaner    |
| (13932) 1988 SL1  | Hauptgürtel         |
| (11275) 1988 SL3  | Jupiter-Trojaner    |
| (11489) 1988 SN   | Hauptgürtel         |
| (17424) 1988 SP2  | Jupiter-Trojaner    |
| 0(7566) 1988 SP   | Hauptgürtel         |
| (17421) 1988 SW1  | Jupiter-Trojaner    |
| 0(5729) 1988 TA1  | Hauptgürtel         |
| 0(8646) 1988 TB1  | Hauptgürtel         |
| 0(7567) 1988 TC1  | Hauptgürtel         |
| 0(7406) 1988 TD   | Hauptgürtel         |
| (11490) 1988 TE   | Hauptgürtel         |
| 0(9170) 1988 TG5  | Hauptgürtel         |
| (11034) 1988 TG   | Hauptgürtel         |
| (14368) 1988 TK   | Hauptgürtel         |
| 0(9169) 1988 TL1  | Hauptgürtel         |
| 0(7407) 1988 TL   | Hauptgürtel         |
| (11276) 1988 TM1  | Hauptgürtel         |
| (14842) 1988 TN1  | Hauptgürtel         |
| 0(7175) 1988 TN2  | Hauptgürtel         |
| 0(8645) 1988 TN   | Hauptgürtel         |
| (12251) 1988 TO1  | Hauptgürtel         |
| (19134) 1988 TQ1  | Hauptgürtel         |
| 0(8008) 1988 TQ4  | Hauptgürtel         |
| (12250) 1988 TT   | Hauptgürtel         |
| (14841) 1988 TU   | Hauptgürtel         |
| 0(6958) 1988 TX1  | Hauptgürtel         |
| 0(7642) 1988 TZ   | Hauptgürtel         |
| 0(7751) 1988 UA   | Hauptgürtel         |
| (14369) 1988 UV   | Hauptgürtel         |
| (16430) 1988 VB1  | Hauptgürtel         |
| 0(6706) 1988 VD3  | Hauptgürtel         |
| 0(5512) 1988 VD7  | Hauptgürtel         |
| (12691) 1988 VF2  | Hauptgürtel         |
| (12253) 1988 VG4  | Hauptgürtel         |
| (16431) 1988 VH1  | Hauptgürtel         |
| 0(7568) 1988 VJ2  | Hauptgürtel         |
| (10742) 1988 VK2  | Hauptgürtel         |
| 0(9939) 1988 VK   | Hauptgürtel         |
| (16432) 1988 VL2  | Hauptgürtel         |
| 0(8484) 1988 VM2  | Hauptgürtel         |
| 0(9940) 1988 VM3  | Hauptgürtel         |
| 0(9320) 1988 VN3  | Hauptgürtel         |
| (11493) 1988 VN5  | Hauptgürtel         |
| 0(6003) 1988 VO1  | Hauptgürtel         |
| (16434) 1988 VO3  | Hauptgürtel         |
| 0(7643) 1988 VQ1  | Hauptgürtel         |
| 0(7052) 1988 VQ2  | Hauptgürtel         |
| (11035) 1988 VQ3  | Hauptgürtel         |
| (14370) 1988 VR2  | Hauptgürtel         |
| (10743) 1988 VS2  | Hauptgürtel         |
| (10299) 1988 VS3  | Hauptgürtel         |
| (11491) 1988 VT2  | Hauptgürtel         |
| (14844) 1988 VT3  | Hauptgürtel         |
| 0(5373) 1988 VV3  | Hauptgürtel         |
| (16433) 1988 VX2  | Hauptgürtel         |
| 0(6297) 1988 VZ1  | Hauptgürtel         |
| 0(8830) 1988 VZ   | Hauptgürtel         |
| 0(5732) 1988 WC   | Marsbahnkreuzer     |
| (11862) 1988 XB2  | Hauptgürtel         |
| 0(7753) 1988 XB   | Apollo-Typ          |
| 0(6900) 1988 XD1  | Hauptgürtel         |
| 0(8157) 1988 XG2  | Hauptgürtel         |
| (15709) 1988 XH1  | Hauptgürtel         |
| (12254) 1988 XJ1  | Hauptgürtel         |
| (10065) 1988 XK   | Hauptgürtel         |
| (16436) 1988 XL   | Hauptgürtel         |
| (10744) 1988 XO   | Hauptgürtel         |
| 0(6551) 1988 XP   | Hauptgürtel         |
| (19135) 1988 XQ   | Hauptgürtel         |
| (12255) 1988 XR1  | Hauptgürtel         |
| (13023) 1988 XT1  | Hauptgürtel         |
| (10066) 1988 XV2  | Hauptgürtel         |
| 0(5814) 1988 XW1  | Hauptgürtel         |
| (16437) 1988 XX1  | Hauptgürtel         |
| (14371) 1988 XX2  | Hauptgürtel         |
| 0(6004) 1988 XY1  | Hauptgürtel         |

## 1989
| Nummer und Name   | Orbittyp            |
| ----------------- | ------------------- |
| (13505) 1989 AB3  | Hauptgürtel         |
| 0(7697) 1989 AE   | Hauptgürtel         |
| (13506) 1989 AF3  | Hauptgürtel         |
| 0(8350) 1989 AG   | Hauptgürtel         |
| 0(6960) 1989 AL5  | Hauptgürtel         |
| (17425) 1989 AM3  | Hauptgürtel         |
| 0(5903) 1989 AN1  | Hauptgürtel         |
| (13507) 1989 AN5  | Hauptgürtel         |
| 0(5733) 1989 AQ   | äußerer Hauptgürtel |
| 0(9747) 1989 AT   | Hauptgürtel         |
| (11036) 1989 AW5  | Hauptgürtel         |
| 0(7282) 1989 BC   | Hauptgürtel         |
| 0(6005) 1989 BD   | Hauptgürtel         |
| 0(7569) 1989 BK   | Hauptgürtel         |
| (12692) 1989 BV1  | Hauptgürtel         |
| 0(9575) 1989 BW1  | Hauptgürtel         |
| 0(6638) 1989 CA   | Hauptgürtel         |
| 0(8085) 1989 CD8  | Hauptgürtel         |
| (10748) 1989 CE8  | Hauptgürtel         |
| (11497) 1989 CG1  | Hauptgürtel         |
| 0(9324) 1989 CH4  | Hauptgürtel         |
| (12256) 1989 CJ8  | Hauptgürtel         |
| (19137) 1989 CP2  | Hauptgürtel         |
| 0(7570) 1989 CP   | Hauptgürtel         |
| (15238) 1989 CQ   | Hauptgürtel         |
| (17426) 1989 CS1  | Hauptgürtel         |
| 0(5582) 1989 CU8  | Hauptgürtel         |
| 0(5209) Oloosson  | Jupiter-Trojaner    |
| (13026) 1989 CX   | Hauptgürtel         |
| (14847) 1989 CY2  | Hauptgürtel         |
| (13508) 1989 DC   | Hauptgürtel         |
| (11038) 1989 EE1  | Hauptgürtel         |
| (13935) 1989 EE   | Hauptgürtel         |
| 0(8351) 1989 EH1  | Hauptgürtel         |
| (19138) 1989 EJ1  | Hauptgürtel         |
| 0(6303) 1989 EL2  | Hauptgürtel         |
| (16440) 1989 EN5  | Hauptgürtel         |
| (18338) 1989 EP2  | Hauptgürtel         |
| 0(6038) 1989 EQ   | Hauptgürtel         |
| (11863) 1989 EX   | Hauptgürtel         |
| (12693) 1989 EZ   | Hauptgürtel         |
| 0(7053) 1989 FA   | Hauptgürtel         |
| 0(7518) 1989 FG   | Hauptgürtel         |
| (17429) 1989 GD1  | Hauptgürtel         |
| 0(8352) 1989 GE   | Hauptgürtel         |
| (15240) 1989 GF3  | Hauptgürtel         |
| (10073) 1989 GJ2  | Hauptgürtel         |
| (14848) 1989 GK1  | Hauptgürtel         |
| (16442) 1989 GM1  | Hauptgürtel         |
| (18339) 1989 GM2  | Hauptgürtel         |
| 0(9029) 1989 GM   | Hauptgürtel         |
| (14849) 1989 GQ1  | Hauptgürtel         |
| (19974) 1989 GR1  | Hauptgürtel         |
| (16443) 1989 GV1  | Hauptgürtel         |
| (19975) 1989 GX2  | Hauptgürtel         |
| (15711) 1989 GZ1  | Hauptgürtel         |
| (13029) 1989 HA   | Hauptgürtel         |
| (13936) 1989 HC   | äußerer Hauptgürtel |
| 0(7335) 1989 JA   | Apollo-Typ          |
| 0(7646) 1989 KE   | Hauptgürtel         |
| (17430) 1989 KF   | Hauptgürtel         |
| (14373) 1989 LT   | Hauptgürtel         |
| (16446) 1989 MH   | Hauptgürtel         |
| (10302) 1989 ML   | Amor-Typ            |
| 0(9750) 1989 NE1  | Hauptgürtel         |
| (11864) 1989 NH1  | Hauptgürtel         |
| 0(6238) 1989 NM   | Hauptgürtel         |
| 0(5773) 1989 NO   | Hauptgürtel         |
| (10511) 1989 OD   | Hauptgürtel         |
| (13510) 1989 OL   | Hauptgürtel         |
| (18340) 1989 OM   | Hauptgürtel         |
| (13030) 1989 PF   | Hauptgürtel         |
| (10076) 1989 PK   | Hauptgürtel         |
| (10750) 1989 PT   | Hauptgürtel         |
| 0(8486) 1989 QV   | Hauptgürtel         |
| 0(58158) 1989 RA  | Hauptgürtel         |
| 0(5818) 1989 RC1  | Hauptgürtel         |
| (13511) 1989 RD1  | Hauptgürtel         |
| 0(8354) 1989 RF   | Hauptgürtel         |
| (15712) 1989 RN2  | Hauptgürtel         |
| (13938) 1989 RP1  | Hauptgürtel         |
| (17431) 1989 RT   | Hauptgürtel         |
| (16448) 1989 RV2  | Hauptgürtel         |
| (19143) 1989 SA10 | Hauptgürtel         |
| (14374) 1989 SA   | Hauptgürtel         |
| (11865) 1989 SC   | Hauptgürtel         |
| (14851) 1989 SD   | Hauptgürtel         |
| (14852) 1989 SE   | Hauptgürtel         |
| (13939) 1989 SJ2  | Hauptgürtel         |
| (18341) 1989 SJ5  | Hauptgürtel         |
| (11866) 1989 SL12 | Hauptgürtel         |
| (15713) 1989 SM4  | Hauptgürtel         |
| (17434) 1989 SN3  | Hauptgürtel         |
| 0(5906) 1989 SN5  | Hauptgürtel         |
| (14854) 1989 SO1  | Hauptgürtel         |
| (16451) 1989 SO3  | Hauptgürtel         |
| (14855) 1989 SP9  | Hauptgürtel         |

| Nummer und Name   | Orbittyp            |
| ----------------- | ------------------- |
| (12260) 1989 SP11 | Hauptgürtel         |
| (17438) 1989 SQ4  | Hauptgürtel         |
| 0(8487) 1989 SQ   | Hauptgürtel         |
| (17432) 1989 SR   | Hauptgürtel         |
| (15241) 1989 ST3  | Hauptgürtel         |
| (18342) 1989 ST9  | Hauptgürtel         |
| (14376) 1989 ST10 | Hauptgürtel         |
| (14375) 1989 SU   | Hauptgürtel         |
| (17433) 1989 SV2  | Hauptgürtel         |
| (17436) 1989 SV3  | Hauptgürtel         |
| (16453) 1989 SW8  | Hauptgürtel         |
| (15242) 1989 SX5  | Hauptgürtel         |
| (14856) 1989 SY13 | Hauptgürtel         |
| (13940) 1989 SZ3  | Hauptgürtel         |
| (14378) 1989 TA16 | Hauptgürtel         |
| (11279) 1989 TC   | innerer Hauptgürtel |
| (10514) 1989 TD16 | Hauptgürtel         |
| (19976) 1989 TD   | Hauptgürtel         |
| (13941) 1989 TF14 | Hauptgürtel         |
| (13512) 1989 TH1  | Hauptgürtel         |
| 0(8650) 1989 TJ2  | Hauptgürtel         |
| (10513) 1989 TJ14 | äußerer Hauptgürtel |
| (16455) 1989 TK16 | Hauptgürtel         |
| (15714) 1989 TL15 | Hauptgürtel         |
| 0(9942) 1989 TM1  | Hauptgürtel         |
| (19978) 1989 TN6  | Hauptgürtel         |
| (18344) 1989 TN11 | Hauptgürtel         |
| (18343) 1989 TN   | Hauptgürtel         |
| 0(5476) 1989 TO11 | Jupiter-Trojaner    |
| (17440) 1989 TP14 | Hauptgürtel         |
| (15245) 1989 TP16 | Hauptgürtel         |
| (19977) 1989 TQ   | Hauptgürtel         |
| (11869) 1989 TS2  | Jupiter-Trojaner    |
| 0(7123) 1989 TT1  | Hauptgürtel         |
| (16454) 1989 TT2  | Hauptgürtel         |
| (14857) 1989 TT   | Hauptgürtel         |
| (15243) 1989 TU1  | Hauptgürtel         |
| 0(5907) 1989 TU5  | Jupiter-Trojaner    |
| 0(8490) 1989 TU10 | Hauptgürtel         |
| (11867) 1989 TW   | Hauptgürtel         |
| (14377) 1989 TX2  | Hauptgürtel         |
| 0(7283) 1989 TX15 | Hauptgürtel         |
| (15244) 1989 TY2  | Hauptgürtel         |
| (13035) 1989 UA6  | äußerer Hauptgürtel |
| (14380) 1989 UC6  | Hauptgürtel         |
| (17441) 1989 UE   | Hauptgürtel         |
| 0(5477) 1989 UH2  | innerer Hauptgürtel |
| (10077) 1989 UL1  | Hauptgürtel         |
| (11281) 1989 UM1  | Hauptgürtel         |
| (14379) 1989 UM4  | Hauptgürtel         |
| (15715) 1989 UN1  | Hauptgürtel         |
| (13034) 1989 UN   | Hauptgürtel         |
| (17442) 1989 UO5  | Jupiter-Trojaner    |
| (16456) 1989 UO   | Hauptgürtel         |
| (19144) 1989 UP1  | Hauptgürtel         |
| (18345) 1989 UP4  | Hauptgürtel         |
| (12698) 1989 US4  | Hauptgürtel         |
| 0(5776) 1989 UT2  | Hauptgürtel         |
| 0(6555) 1989 UU1  | Hauptgürtel         |
| (11501) 1989 UU3  | Hauptgürtel         |
| (17443) 1989 UU5  | Hauptgürtel         |
| (10751) 1989 UV1  | Hauptgürtel         |
| 0(8838) 1989 UW2  | Hauptgürtel         |
| (14858) 1989 UW3  | Hauptgürtel         |
| (11283) 1989 UX4  | Hauptgürtel         |
| 0(9030) 1989 UX5  | Jupiter-Trojaner    |
| 0(7466) 1989 VC2  | äußerer Hauptgürtel |
| (16457) 1989 VF   | Hauptgürtel         |
| (19979) 1989 VJ   | Hauptgürtel         |
| (17444) 1989 VQ1  | Hauptgürtel         |
| (15246) 1989 VS1  | Hauptgürtel         |
| (13942) 1989 VS2  | Hauptgürtel         |
| 0(7284) 1989 VW   | äußerer Hauptgürtel |
| 0(9174) 1989 WC3  | Hauptgürtel         |
| 0(6387) 1989 WC   | Hauptgürtel         |
| (14860) 1989 WD3  | Hauptgürtel         |
| 0(8359) 1989 WD   | Hauptgürtel         |
| 0(9031) 1989 WG4  | Hauptgürtel         |
| (18346) 1989 WG   | Hauptgürtel         |
| (15248) 1989 WH3  | Hauptgürtel         |
| (10752) 1989 WJ1  | Hauptgürtel         |
| 0(6388) 1989 WL1  | Hauptgürtel         |
| 0(7574) 1989 WO1  | äußerer Hauptgürtel |
| 0(5911) 1989 WO7  | Hauptgürtel         |
| 0(7467) 1989 WQ1  | Marsbahnkreuzer     |
| (11872) 1989 WR   | Hauptgürtel         |
| (15247) 1989 WS   | Hauptgürtel         |
| 0(8840) 1989 WT   | Hauptgürtel         |
| (14859) 1989 WU1  | Hauptgürtel         |
| (11502) 1989 WU2  | Hauptgürtel         |
| (18347) 1989 WU   | Hauptgürtel         |
| (16458) 1989 WZ2  | Hauptgürtel         |
| 0(5874) 1989 XB   | Hauptgürtel         |
| 0(6903) 1989 XM   | Hauptgürtel         |
| (12263) 1989 YA4  | Hauptgürtel         |
| (15249) 1989 YB5  | Hauptgürtel         |
| (19145) 1989 YC   | Hauptgürtel         |
| (16460) 1989 YF1  | Hauptgürtel         |
| 0(5480) 1989 YK8  | Hauptgürtel         |
| (13036) 1989 YO3  | Hauptgürtel         |
| 0(5353) 1989 YT   | Hauptgürtel         |
| (19147) 1989 YV4  | Hauptgürtel         |
| (19146) 1989 YY   | Hauptgürtel         |